# Agathemeridae
Agathemeridae es una familia de insectos del orden Phasmatodea, que comprende un único género, Agathemera.
Posee un total de 8 especies, distribuidas en el Cono Sur, incluyendo a Argentina, Chile, y el sur de Bolivia:
- A. claraziana (Saussure, 1868)
- A. crassa (Blanchard, 1851)
- A. elegans (Philippi, 1863)
- A. grylloidea (Westwood, 1859)
- A. luteola Camousseight, 2006
- A. maculafulgens Camousseight, 1995
- A. mesoauriculae Camousseight, 1995
- A. millepunctata Redtenbacher, 1906